# Prosopocera similis
Prosopocera similis är en skalbaggsart som beskrevs av Stefan von Breuning 1938. Prosopocera similis ingår i släktet Prosopocera och familjen långhorningar.
Artens utbredningsområde är Zimbabwe. Inga underarter finns listade i Catalogue of Life.